# 26 أفينيو فيرمونت
26 شارع فيرمونت ((ردمك 0-399-23246-X) ) هي رواية أطفال صدرت عام 1999 من تأليف تومي ديباولا.  حازت الرواية على جائزة نيوبيري في عام 2000،  واختارتها جمعية خدمة المكتبات للأطفال ككتاب أطفال بارز في القائمة السنوية في ذلك العام. 

## الحبكة
يتناول الكتاب الحياة المبكرة لتومي ديباولا، فما أن انتقل للتو إلى منزل جديد في ولاية كونيتيكت حتى ضرب إعصار عام 1938 المنطقة للتو. يُعبّر تومي عن عدم سعادته برؤية سنو وايت والأقزام السبعة في المسارح.

## الاستمرارية
شخصيات مثل نانا في الطابق العلوي ونانا في الطابق السفلي، التي ظهرت في كُتب دي باولا الأخرى، موجودة في هذا الكتاب.

## كتب أخرى في هذه السلسلة
- نحن هنا جميعا
- انا في طريقي. [3]
- يا لها من سنة! [3]
- الأمور لن تكون هي نفسها أبدا (سنوات الحرب)
- ما زلت خائفًا (سنوات الحرب)
- لماذا؟ (سنوات الحرب)
- عن المدة (سنوات الحرب)

## الروابط الخارجية
- 26 مفردات شارع فيرمونت
- 26 حزمة محو الأمية لوحدة الرواية في شارع فيرمونت أفينيو
- مراجعة 26 شارع فيرمونت